# Just For Laughs Gags
Just For Laughs Gags (JFLG) ở Canada là chương trình hài thương hiệu. JFLG được phát sóng trên kênh truyền hình CBC và The Comedy Network ở Canada, và trên Telemundo ở Mỹ. Loạt phim này là thể loại quay phim mà ẩn đi máy quay rồi làm trò ngớ ngẩn để đối tượng không nghi ngờ nhằm bắt lấy phản ứng của họ. Chương trình này chỉ phát nhạc nền mà không hề phát tiếng hội thoại giữa họ (chỉ để tiếng cười ngắn hoặc vài hiệu ứng âm thanh) nhưng đôi khi bạn cũng sẽ nghe diễn viên và các nạn nhân nói chuyện. Chương trình được quay tại trung tâm thành phố Montreal và vùng nông thôn Québec mặc dù một số phân đoạn được quay ở Anh và Mêxicô. Hiệu ứng âm thanh và vài thứ âm thanh khác được thêm vào khi hậu kì.
Chương trình này diễn ra ở một số quốc gia và các chuyến bay vì không được yêu cầu.
JFLG được BBC sử dụng cho khán giả Anh. Tuy nhiên, công thức được sử dụng trước khi JFLG đã làm như là Candid Camera và The Tonight Show mặc dù cả hai đều im lặng và cho thấy sự hài hước.
Chương trình này là một phiên bản chị em với người sản xuất ở Bắc Ireland được gọi là Just For Laughs và được sản xuất giữa 2003-2007. Hầu hết các chương trình được quay trong và xung quanh Belfast, Bắc Ireland; Leeds, Anh và Glasgow, Scotland, tuy nhiên, một số clip được thể hiện từ các chương trình của Canada. Định dạng của chương trình, tuy nhiên, giống hệt như của phiên bản quay tại Canada. Các phiên bản của Anh được sản xuất bởi Wild Rover Productions Ltd và được phát sóng trên BBC One vào giờ nhâm nhi trà thứ Bảy (thường từ 5 - 6 pm). Đầu năm 2009, năm bản quyền được mua lại từ loạt phim này được chiếu trên Five sister channel Fiver.

## Trò đùa
Một số trò đùa bao gồm:

Người ngoài hành tinh trong các bụi cây - Khi mọi người đi qua, bụi cây rung thốt lên một ngôn ngữ xa lạ. Khi người trải nghiệm cố gắng để kiểm tra xem nó, người ngoài hành tinh sẽ ra và đuổi họ đi, ngoại trừ một người đàn ông cao tuổi.

Tay trong quan tài - Quan tài là bị bỏ rơi trong một công viên và khi mọi người đi qua, tay bật ra ngoài.

Lời đề nghị hôn nhân bị từ chối - Một nạn nhân được nhờ quay phim về cuộc tỏ tình nhưng lại bị từ chối thẳng tay, người này cần sự an ủi từ người ngoài cuộc.

Người Hồi giáo cầu nguyện - Khi nạn nhân đỗ xe và vào mua hàng, thì nhiều người Hồi giáo chạy ra và ngồi vào xe cầu nguyện đến năm phút.

Rắn trong công viên - Một người đóng vai nhà sinh vật học cảnh báo người đi đường rằng có một con rắn độc ở khu vực này, người đi đường tiếp tục đi và thình lình con rắn rơi từ trên xuống.

Nước chanh - Một đám trẻ cố gắng mời gọi người đi đường uống nước chanh miễn phí và mua nó nếu họ thích. Rồi chúng vô tình làm rơi rèm màn xuống thì thấy một cậu bé đang tiểu vào bình chứa và họ tưởng rằng họ đang uống nước tiểu của cậu bé.

Phù thủy trong rừng - Khi nạn nhân đang đi qua rừng thì một người đóng vai phù thủy thình lình nhảy ra và làm họ giật mình.

Công viên nước - Một người đàn ông mù đang đứng trên bờ của dòng sông lười thì ông ta tiểu vào những người đang đi ra từ đường hầm. Nhưng nước đó chỉ là nước sạch từ trong vòi nhỏ thôi.

Zombie - Khi họ đang đi qua một nghĩa địa thì một zombie (quái vật theo truyền thuyết phương Tây) thình lình hình ra và đuổi theo họ.

## Phiên bản của Mỹ
Vào ngày 17/07/2007, kênh ABC của Mỹ bắt đầu phát sóng một loạt chương trình tùy biến của JFLG với tên đơn giản là Just For Laughs nhưng vẫn giữ được biểu tượng của JFLG. Nó được tổ chức bởi Rick Miller và các clip từ Canada. Lần đầu ra mắt nó được trình chiếu xuyên suốt theo http://www.thefutoncritic.com/ratings.aspx?id=tuesday.Nó dẫn đầu bảng xếp hạng ABC trong suốt mùa hè và ra mắt thêm sản phẩm mạng chèn vào giữa mùa. Nó trở lại vào 01/01/2008 trước khi bị hủy bỏ vào 12/05/2008 và được tăng thêm nhiều tập hơn mùa hè 2009. Chương trình tương đối rẻ tiền là chủ yếu được sử dụng như phụ tấn công chống cạnh tranh của nhà văn thành công của nó, NCIS trên CBS và American Idol trên kênh Fox.

## Phát hành đĩa DVD
- Just For Laughs Gags 1
- Just For Laughs Gags 2
- Just For Laughs Gags 3 and 4
- Just For Laughs Gags 5 and 6
- Just For Laughs Gags 7 and 8